# Francis Scott Fitzgerald
Francis Scott Key Fitzgerald (Saint Paul, Minnesota, 24 de setembre de 1896 - Hollywood, Califòrnia, 21 de desembre de 1940), va ser un novel·lista estatunidenc. Era familiar de Francis Scott Key, redactor de l'himne dels Estats Units.
Se'l considera com un dels més importants escriptors estatunidencs del segle xx, i portaveu de la Generació perduda (és a dir, aquells estatunidencs nascuts en l'última dècada del segle xix i que van passar a l'edat adulta durant la Primera Guerra Mundial). Va escriure cinc novel·les i dotzenes de narracions breus que aborden temes com "la joventut" o "la desesperació", amb una extraordinària honestedat en plasmar les seues pròpies emocions. Els seus herois, atractius, confiats i condemnats, resplendeixen brillantment abans d'explotar ("Mostra'm un heroi" va dir Fitzgerald en una ocasió, "i t'escriuré una tragèdia"), i les seues heroïnes són belles i de complexa personalitat.

## Inicis
Scott Fitzgerald va estudiar a la Saint Paul Academy and Summit School de Saint Paul (Minnesota) entre 1908 i 1911. Més tard, va continuar a la Newman School, una escola de secundària privada de Hackensack, Nova Jersey, entre 1911 i 1912. Va iniciar els estudis universitaris en la Universitat de Princeton l'any 1913, on va fer amistat amb futurs crítics i escriptors com ara Edmund Wilson o John Peale Bishop. Fitzgerald va afrontar dificultats acadèmiques durant els seus tres anys de carrera universitària, i l'abandonà el 1917 per a allistar-se a l'exèrcit dels Estats Units quan va entrar en la I Guerra mundial. Tanmateix, la Gran Guerra va acabar poc després, i es llicencià sense haver arribat a embarcar cap a Europa.
És cert que volia morir en la guerra deixant un llegat literari. Fitzgerald havia escrit ràpidament una novel·la amb el títol The Romantic Egotist quan es trobava en els camps d'entrenament militar de Camp Taylor, Louisville, Kentucky, i de Camp Sheridan, Alabama. Malgrat haver-la lloada, un editor de la novaiorquesa Charles Scribner's Sons, editorial on va presentar la seua novel·la, la va rebutjar. Posteriorment, aquesta mateixa novel·la va ser la base del seu This side of Paradise.

## La seva vida amb Zelda
Mentre s'estava a Camp Sheridan, Fitzgerald va conèixer Zelda Sayre (1900-1948), una top girl, segons el mateix Fitzgerald, de Montgomery, Alabama. Es van comprometre l'any 1919 i Fitzgerald es va traslladar a un apartament, en el número 200 de Claremont Avenue, a Nova York, per intentar assentar les bases de la seua relació amb Zelda. Fins i tot treballant per a una companyia publicitària i escrivint històries breus, Fitzgerald va ser incapaç de convèncer Zelda que ell li donaria el suport que ella necessitava. Zelda, doncs, va trencar el compromís i Fitzgerald va tornar a casa dels seus pares a St. Paul per revisar The Romantic Egotist. Sota el nom de This Side of Paradise, Scribner's la va acceptar a la tardor de 1919, i es reprengué la relació entre Zelda i Scott. La novel·la es va publicar el 26 de març de 1920 i va esdevenir un dels supervendes d'aquest any, i serví per a definir la generació flapper. A la setmana següent, Scott i Zelda es van casar en la catedral de Sant Patrici de Nova York. La seua única filla, Frances Scott "Scottie" Fitzgerald, va nàixer el 26 d'octubre de 1921.
Encara que Fitzgerald tenia una clara vocació d'escriptor de novel·les, aquestes mai no li van aportar prou ingressos per mantenir l'opulent estil de vida que tant ell com Zelda van adoptar. Per això, Fitzgerald va escriure històries curtes per a revistes com ara Saturday Evening Post, Collier's Magazine i Esquire Magazine, i va vendre als estudis de Hollywood els drets per a realitzar pel·lícules basades en la seua producció literària. Constantment patia de problemes financers i sovint sol·licitava préstecs al seu agent literari, Harold Ober, i al seu editor de Scribner's, Maxwell Perkins.
Els anys 1920 van ser la dècada de major repercussió de la literatura de Fitzgerald. La seua segona novel·la, The Beautiful and Damned, publicada el 1922, representa un impressionant desenvolupament en comparació amb el Fitzgerald immadur de This Side of Paradise. El gran Gatsby, considerada per molts com la seua obra mestra, es va publicar l'any 1925. Fitzgerald va viatjar diverses vegades a Europa, sobretot a París i a la Riviera francesa durant els anys 20, on va establir amistat amb molts estatunidencs expatriats que hi vivien, d'entre els quals destaca Ernest Hemingway.
A final dels anys vint, Fitzgerald va començar a treballar en la seua quarta novel·la, però la va deixar de costat a causa de l'esquizofrènia que va patir la seua esposa l'any 1930 i a les seues dificultats econòmiques. Per això, va haver de continuar escrivint narracions breus comercials. A partir de llavors, la salut de Zelda va continuar fràgil. L'any 1932, va ser hospitalitzada a Baltimore, Maryland, i Scott va llogar la finca de "La Paix" en la contornada de Towson per poder treballar en el seu llibre, que tractava la història de l'ascens i el fracàs de Dick Diver, un prometedor psiquiatre psicoanalista i la seua dona, Nicole, la qual és, a més, una de les seves pacients. Aquest llibre es va publicar l'any 1934 amb el títol Tender is the Night. La crítica opina que és un dels seus millors treballs.

## Els anys de Hollywood
De nou, patint terribles dificultats financeres, Fitzgerald va passar la segona meitat dels anys 30 a Hollywood, escrivint més històries breus, guions per a la Metro-Goldwyn-Mayer, i la seua cinquena i última novel·la, The Love of the Last Tycoon, basada en la vida de l'executiu cinematogràfic Irving Thalberg. Ell i Zelda es van allunyar l'un de l'altre; ella va continuar vivint en centres psiquiàtrics de la costa est, mentre que ell vivia amb la seua amant Sheilah Graham a Hollywood.
Alcoholitzat, el desembre de 1940, Fitzgerald va patir dos atacs cardíacs. El segon li va provocar la mort el 21 de desembre de 1940, en l'apartament de Sheilah Graham a Hollywood. Zelda va morir en un incendi en el centre d'atenció psiquiàtrica de Highland a Asheville, l'any 1948. Ambdós van ser soterrats en el cementeri de Saint Mary, a Rockville.
Fitzgerald no va poder acabar The Love of the Last Tycoon. Les notes que tenia per a la novel·la van ser corregides pel seu amic Edmund Wilson i publicades l'any 1941 sota el títol The Last Tycoon. Hi ha controvèrsia entre els crítics literaris sobre si era realment el propòsit de Fitzgerald titular la seua última novel·la The Love of the Last Tycoon, tal com es reflecteix en una nova edició de 1994, corregida per l'especialista Matthew Bruccoli de la Universitat de Carolina del Sud.

### Adaptacions i representacions

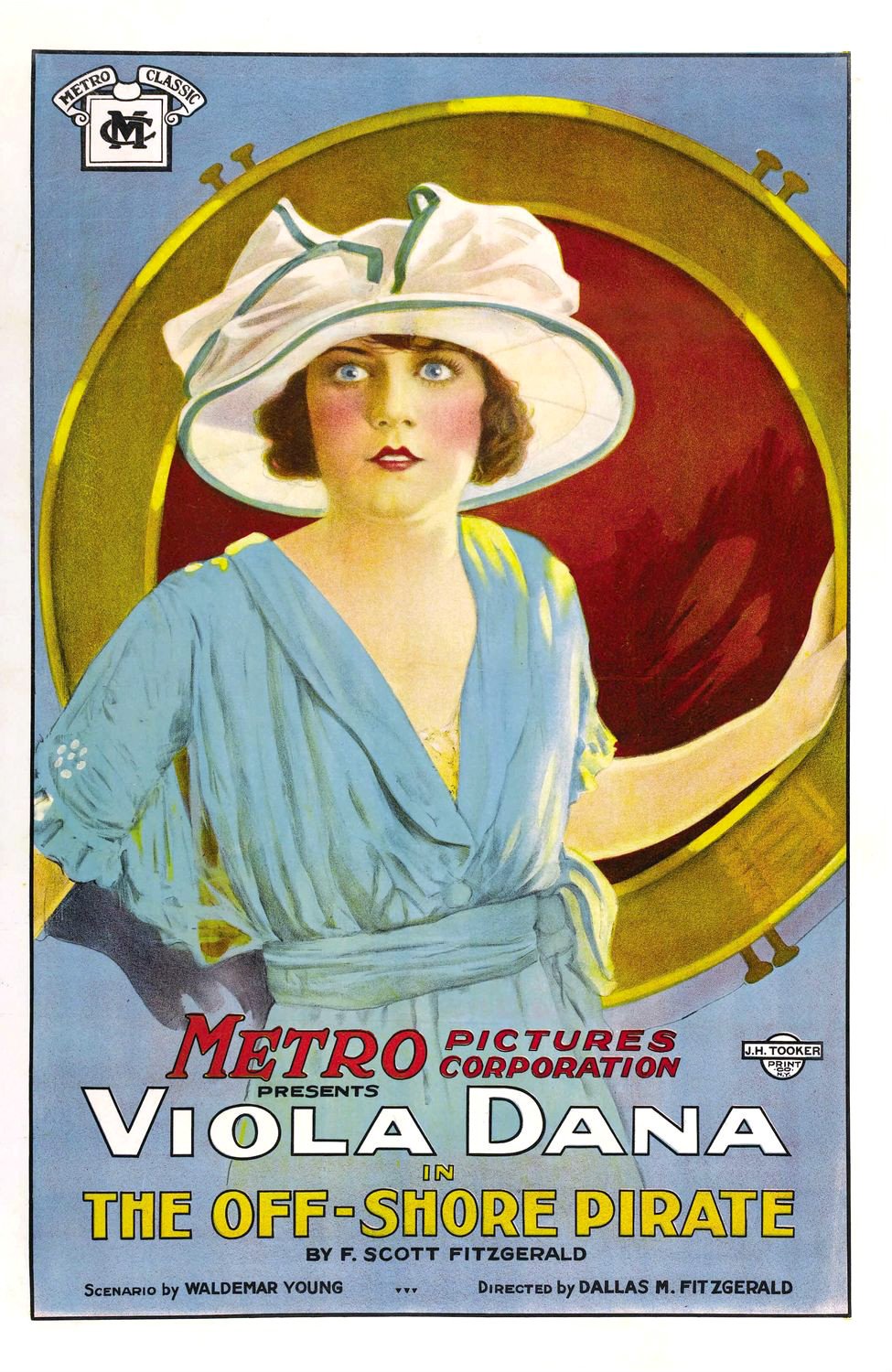
La pel·lícula muda de 1921 The Off-Shore Pirate va ser una de les primeres adaptacions cinematogràfiques de les obres de Fitzgerald.